# Helen Merrill
| Helen Merill                              | Helen Merill                              |
| Kattints az alábbi külső linkek egyikére! | Kattints az alábbi külső linkek egyikére! |
| ----------------------------------------- | ----------------------------------------- |
| Nem található szabad kép.(?)              |                                           |
| külső link · jogvédett                    | Helen Merrill                             |

Helen Merrill (New York, 1930. július 21. –) amerikai dzsesszénekesnő. Első albumával, az 1954-es − nevét címével viselő (Helen Merrill) − lemezével azonnal sikert aratott. A lemez a bebop dzsessz első generációjának egyik emlékezetes darabjaként van számontartva.

## Pályafutása
Jelena Ana Milčetić már New Yorkban született − horvát bevándorló szülők gyermekeként. Tizennégy évesen, 1944-ben kezdett énekelni bronxi dzsesszklubokban. Tizenhat éves korára Merrill már teljes munkaidejű, profi a énekesnő volt. Helen Merrill néven 1952-ben debütált, amikor megbízták, hogy énekelje el Earl Hines együttesével a Cigarette For Company-t.
Merrillt a Mercury Records szerződtette az EmArcy kiadójánál. 1954-ben felvették első albumát, amelyen Clifford Brown trombitás és Oscar Pettiford basszusgitáros szerepelt. Ennek az albumnak a producere és hangszerelője az akkor huszonegy éves Quincy Jones volt. Következő albuma az 1956-os Dream of You című nagylemez volt, amelyet Gil Evans zongoraművész hangszerelt. A Merrillel való megállapodása megalapozta Miles Davisszel folytatott későbbi munkáját.
Miután az 1950-es 1960-as években szórványosan készített felvételeket, ideje nagy részét európai turnékon töltötte. Egy időre Olaszországban telepedett le. 1960-ban Ennio Morricone  dolgozott Merrill-lel egy EP-n (Sings Italian Songs).
A Parole e Musica: Words and Music című filmet Olaszországban vették fel az 1960-as évek elején.
Helen Merrill az 1960-as években visszatért az ugyan Egyesült Államokba, de 1966-ban Japánba költözött, és ott  1967-ben hozzáment ment Donald J. Brydonhoz, (aki a United Press International Asia Bureau vezetője volt). Amellett, hogy Japánban készített felvételeket, albumokat készített a Trio Records számára, és Bud Widomdal közösen vezetett egy műsort a az Armed Forces Radio and Television Service-nek Tokióban.
1972-ben tért vissza az Egyesült Államokba és egy bossanova albumot, egy karácsonyi albumot, valamint egy Rodgers és Hammerstein albumot. 1987-ben Gil Evans-szel rögzítette a Collaboration címmel kiadott Dream of You új feldolgozását.
1987-ben Benny Carterrel elkészítette a Billy Eckstine Sings című filmet. 1995-ben felvette a Brownie: Homage to Clifford Brownt.
A Jelena Ana Milčetić vagy Helen Merrill című lemeze (2000) horvát örökségből és amerikai neveltetéséből táplálkozik. Az album dzsessz, pop és blues dalokat ötvöz hagyományos horvát dalokkal, és és horvát nyelven szól.
- Merrill háromszor volt férjnél (Aaron Sachs, szaxofonos, klarinétos; 1948–1956), Donald J. Brydon, a UPI alelnöke 1967–1992), Torrie Zito, karmester).

## Albumok
- Helen Merrill (1954)
- Helen Merrill with Strings (1955)
- Dream of You (1956)
- Merrill at Midnight (1957)
- You've Got a Date with the Blues (1958)
- The Nearness of You (1958)
- American Country Songs (1959)
- Helen Merrill Sings Italian Songs (1960)
- The Artistry of Helen Merrill (1965)
- The Feeling Is Mutual with Dick Katz (1967)
- A Shade of Difference (1968)
- Helen Sings, Teddy Swings! with Teddy Wilson (1970)
- Helen Merrill Sings the Beatles (2003)
- Sposin' with Gary Peacock Trio (1971)
- John Lewis/Helen Merrill (1977)
- Autumn Love (1977)
- Something Special (1978)
- Chasin' the Bird (1980)
- Casa Forte (1981)
- Rodgers & Hammerstein Album (1982)
- The Complete Helen Merrill on Mercury (1985)
- No Tears, No Goodbyes with Gordon Beck (1985)
- Music Makers (1986)
- Collaboration with Gil Evans (1988)
- Sings Jerome Kern (1988)
- Duets with Ron Carter (1989)
- Just Friends (1989)
- Christmas Song Book (1991)
- Clear Out of This World (1992)
- Brownie: Homage to Clifford Brown (1994)
- You and the Night and the Music (1997)
- Jelena Ana Milcetic a.k.a. Helen Merrill (2000)
- Lilac Wine (2003)

## Filmek
- Helen Merrill az IMDb-n

## Fordítás
Ez a szócikk részben vagy egészben  a   Helen Merrill című angol Wikipédia-szócikk ezen változatának fordításán alapul.  Az eredeti cikk szerkesztőit annak laptörténete sorolja fel. Ez a jelzés csupán a megfogalmazás eredetét és a szerzői jogokat jelzi, nem szolgál a cikkben szereplő információk forrásmegjelöléseként.